# Station Minami-Hikone
Station Minami-Hikone  (南彦根駅,  Minami-Hikone-eki, lett. Zuid-Hikone) is een spoorwegstation in de Japanse stad Hikone. Het wordt aangedaan door de Biwako-lijn. Het station heeft twee sporen, gelegen aan twee zijperrons.

## Treindienst

### JR West
| 1 | ■ Biwako-lijn | richting Kusatsu en Kioto              |
| 2 | ■ Biwako-lijn | intercity richting Maibara en Nagahama |

## Geschiedenis
Het station werd in 1981 geopend. In 2010 werd het station vernieuwd.

## Overig openbaar vervoer
Bussen van Kokuku naar bestemmingen binnen Hikone.

## Stationsomgeving
- Prefecturale Universiteit van Shiga
- Yūjin-Yamazaki-ziekenhuis
- Centraal ziekenhuis van Hikone
- Super Hotel Minami-Hikone
- Ōkami-rivier
- Minami-Hikone Station Hotel
- Hotel Lake Land
- Fukuman-park
- Viva City Hikone (winkelcentrum)
- Hoofdkantoor van Heiwadō (supermarktketen)
- Toys "R" Us